# Pytilia afra
L'astro dorso giallo o astro ali arancio (Pytilia afra (Gmelin, 1789)) è un uccello passeriforme della famiglia degli Estrildidi.

## Descrizione

### Dimensioni
Misura fino a 12 cm di lunghezza.

### Aspetto
Si tratta di uccelli dall'aspetto robusto e paffuto, muniti di corte ali arrotondate, coda corta e squadrata e becco conico e appuntito.

La testa ed il collo sono di colore grigio topo, con una maschera di colore rosso cremisi che ricopre fronte, faccia, guance e gola: anche codione e coda sono rossi, mentre il dorso e le copritrici alari sono di colore giallo ocra (da cui il nome comune della specie) con tendeza a sfumare nell'arancio sulle remiganti secondarie, mentre le remiganti primarie sono di colore verde oliva. Anche petto, e fianchi sono dello stesso colore, con presenza di una rada zebratura biancastra che diviene più consistente man mano che si scende verso il ventre, che assieme al sottocoda è del tutto bianco-grigiastro. Nella femmina il rosso facciale è assente o presente sotto forma di una tenue sfumatura (specialmente a livello del sopracciglio), con la testa che è completamente grigia: in ambedue i sessi il becco è di colore rosato (più carico nel maschio), le zampe sono di color carnicino e gli occhi sono bruno-rossicci.

## Biologia
Si tratta di uccelli diurni, che vivono da soli, in coppie o al limite in piccoli gruppi familiari che contano meno di una decina d'individui, talvolta in associazione con altre specie congeneri (come il melba del Sudan) o affini (come l'astrilde blu): essi passano la maggior parte della giornata fra i cespugli o l'erba alta, alla ricerca di cibo.

### Alimentazione
La dieta di questi uccelli si compone principalmente di piccoli semi di graminacee ed insetti e altri invertebrati di piccole dimensioni, che vengono cercati perlopiù al suolo.

### Riproduzione
La stagione riproduttiva cade durante la seconda metà della stagione delle piogge. Ambedue i partner collaborano alla costruzione del nido, che è costituito da steli d'erba e fibre vegetali intrecciati in forma sferica e collocato nel folto della vegetazione: al suo interno la femmina depone 3-4 uova biancastre, che ambo i sessi covano alternativamente per circa due settimane. I pulli alla schiusa sono ciechi ed implumi, e vengono accuditi da entrambi i genitori: in tal modo, essi sono in grado d'involarsi attorno alla terza settimana di vita, tuttavia è raro che si allontanino definitivamente del nido prima che passino altre due settimane.
L'astro dorso giallo subisce parassitismo di cova da parte della vedova del paradiso.

## Distribuzione e habitat
Questa specie è diffusa in Africa orientale, dall'Etiopia e dall'Uganda orientale al Transvaal, e ad est fino all'Angola. L'habitat di questi uccelli è rappresentato dalle distese erbose pianeggianti con presenza frequente di macchie alberate o cespugliose.